# باشگاه فوتبال یوتبری
باشگاه فوتبال یوتبری (به سوئدی: IFK Göteborg) یک باشگاه فوتبال در شهر یوتبری، سوئد است.
این باشگاه در سال ۱۹۰۴ میلادی تأسیس شده است و سابقه ۱۸ قهرمانی در مسابقات لیگ فوتبال سوئد، ۶ قهرمانی در جام حذفی فوتبال سوئد و دو قهرمانی در جام یوفا را دارد.

## افتخارات

### داخلی

#### لیگ
- کل ادوار برگزار شده: ۱۸ قهرمانی
- لیگ برتر فوتبال سوئد:
  - قهرمان (۱۳): ۱۹۳۴–۳۵، ۱۹۴۱–۴۲، ۱۹۵۷–۵۸، ۱۹۶۹، ۱۹۸۲، ۱۹۸۴، ۱۹۹۰، ۱۹۹۱، ۱۹۹۳، ۱۹۹۴، ۱۹۹۵، ۱۹۹۶، ۲۰۰۷
  - نایب قهرمان (۱۱): ۱۹۲۴–۲۵، ۱۹۲۶–۲۷، ۱۹۲۹–۳۰، ۱۹۳۹–۴۹، ۱۹۷۹، ۱۹۸۱، ۱۹۸۶، ۱۹۸۸، ۱۹۹۷، ۲۰۰۵، ۲۰۰۹

#### جام
- جام حذفی فوتبال سوئد:
  - قهرمان (۶): ۱۹۷۸–۷۹، ۱۹۸۱–۸۲، ۱۹۸۲–۸۳، ۱۹۹۱، ۲۰۰۸، ۲۰۱۲–۱۳
  - نایب قهرمان (۵): ۱۹۸۵–۸۶، ۱۹۹۸–۹۹، ۲۰۰۴، ۲۰۰۷، ۲۰۰۹
- سوپر جام فوتبال سوئد:
  - قهرمان (۱): ۲۰۰۸
  - نایب قهرمان (۳): ۲۰۰۹، ۲۰۱۰، ۲۰۱۳

### اروپا
- لیگ اروپا:
  - قهرمان (۲): ۱۹۸۱–۸۲، ۱۹۸۶–۸۷
- لیگ قهرمانان اروپا:
  - نیمه نهایی (۲): ۱۹۸۵–۸۶، ۱۹۹۲–۹۳
  - یک چهارم نهایی (۳): ۱۹۸۴–۸۵، ۱۹۸۸–۸۹، ۱۹۹۴–۹۵
- جام برندگان جام اروپا:
  - یک چهارم نهایی (۱): ۱۹۷۹–۱۹۸۰